# آرثر كرودوب
آرثر وليام «بيغ بوي» كرودوب (بالإنجليزية: Arthur Crudup) (24 أغسطس 1905 – 28 مارس 1974)  هو مغني وعازف غيتار بلوز اشتهر في مجال الدلتا البلوز. اشتهر خارج إطار البلوز بأنه مؤلف أغنية «ذاتس أول رايت» (1946)، والتي كانت أول أغنية منفردة يصدرها نجم الروك أند رول إلفيس بريسلي.

## بدايات حياته
وُلد كرودوب في فورست، ميسيسيبي لعائلة من العمال المهاجرين الذين ارتحلوا عبر الجنوب والغرب الأوسط. عادت عائلته إلى ميسيسيبي في عام 1926، حيث غنى موسيقى الغوسبل. تلقى دروسا في العزف مع أحد مغني البلوز المحليين، وكان اسمه بابا هارفي، وبعد ذلك عزف في قاعات الرقص والمقاهي حول منطقة فورست. ذهب إلى شيكاغو في حوالي عام 1940.

## الموسيقى
بدأ كرودوب مسيرته كمغني بلوز في مدينة كلاركسديل، ميسيسيبي. كان عضوا في فريق «هارمونايزينغ فور»، وزار شيكاغو في عام 1939. وبقي في شيكاغو يعمل كموسيقي منفرد ولكنه كان بالكاد يكسب عيشه كمغني في الشارع. قيل أن المنتج ليستر ميلروز وجد كرودوب وهو يعيش في صندوق كرتوني، وقدمه إلى المغني تامبا ريد ووقع معه عقد تسجيل مع شركة بلوبيرد التابعة لشركة آر سي أيه.

### التسجيلات
سجل كرودوب مع آر سي أيه في أواخر أربعينيات القرن العشرين، كما سجل مع علامات تسجيل أخرى مثل أيس وتشيكر وترامبيت في أوائل الخمسينات. كما أقام الحفلات في نوادي السود في الجنوب، وغنى مع مغنين آخرين مثل سوني بوي ويليامسون وإلمور جيمس. كما سجل تحت أسماء مستعارة مثل إلمر جيمس وبيرسي لي كرودوب، وحققت عدة من أغانيه شعبية كبيرة في الجنوب. سجل أغانيه العديد من الفنانين، بما في ذلك إلفيس بريسلي وإلتون جون ورود ستيوارت.
توقف كرودوب عن التسجيل في الخمسينات بسبب الخلافات حول إيرادات الملكية.  قال: «أدركت أنني كنت أجعل الجميع أغنياء، بينما أنا فقير».  وكانت آخر جلسة تسجيل له في شيكاغو في عام 1951. سجل مجددا في عام 1952 و1954 لصالح علامة فيكتور في محطة راديو WGST في أتلانتا، جورجيا.  عاد للتسجيل على علامة فاير ريكوردز ودلمارك ريكوردز، وقام بجولة في عام 1965. كان يسمى أحيانا «أبو الروك أند رول»، وكان يقبل هذا اللقب بشيء من الحيرة.  خلال هذه الفترة، عمل كرودوب في عدة مهن لأنه لم يكن يكسب من الغناء. عاد إلى مسيسيبي بعد خلاف مع ميلروز حول حقوق الملكية، وعمل بتهريب الكحول غير القانوني. وانتقل بعد ذلك إلى فرجينيا حيث عاش مع أسرته، ومنهم أبناؤه الثلاثة والعديد من أشقائه، وعمل في الحقول. كان يغني في الحانات من حين لآخر ويؤمّن الكحول المقطر للحانات.

### السنوات اللاحقة
في عام 1968، بدأ مروّج البلوز دانيال ووترمان في النضال من أجل الحصول على إيرادات ملكية أغاني كرودوب ووصل إلى اتفاق ينال بموجبه كرودوب مبلغ 60,000 دولار. ومع ذلك، رفضت شركة هيل أند رينج سونغز، التي كان من المفترض تجمع الإيرادات، أن توقع على الأوراق القانونية في اللحظة الأخيرة، لأن الشركة لم ترد أن تخسر المزيد من الأموال في الإجراءات القانونية.  في أوائل سبعينيات القرن الماضي، ساعدته ناشطتان من فرجينيا، وهما سيليا سانتياغو ومارجريت كارتر، في محاولة لجمع مستحقاته، ولكن دون نجاح يذكر. بحلول عام 1971، جمع كرودوب أكثر من 10,000 دولار في المتأخرات من خلال تدخل نقابة مؤلفي الأغاني في أمريكا (التي كانت تُسمى آنذاك النقابة الأمريكية للمؤلفين والملحنين).
سجل كرودوب ألبوم Roebuck Man في رحلة إلى المملكة المتحدة عام 1970، مع موسيقيين محليين.  وكان آخر ارتباط فني له مع بوني ريت. 

## الوفاة

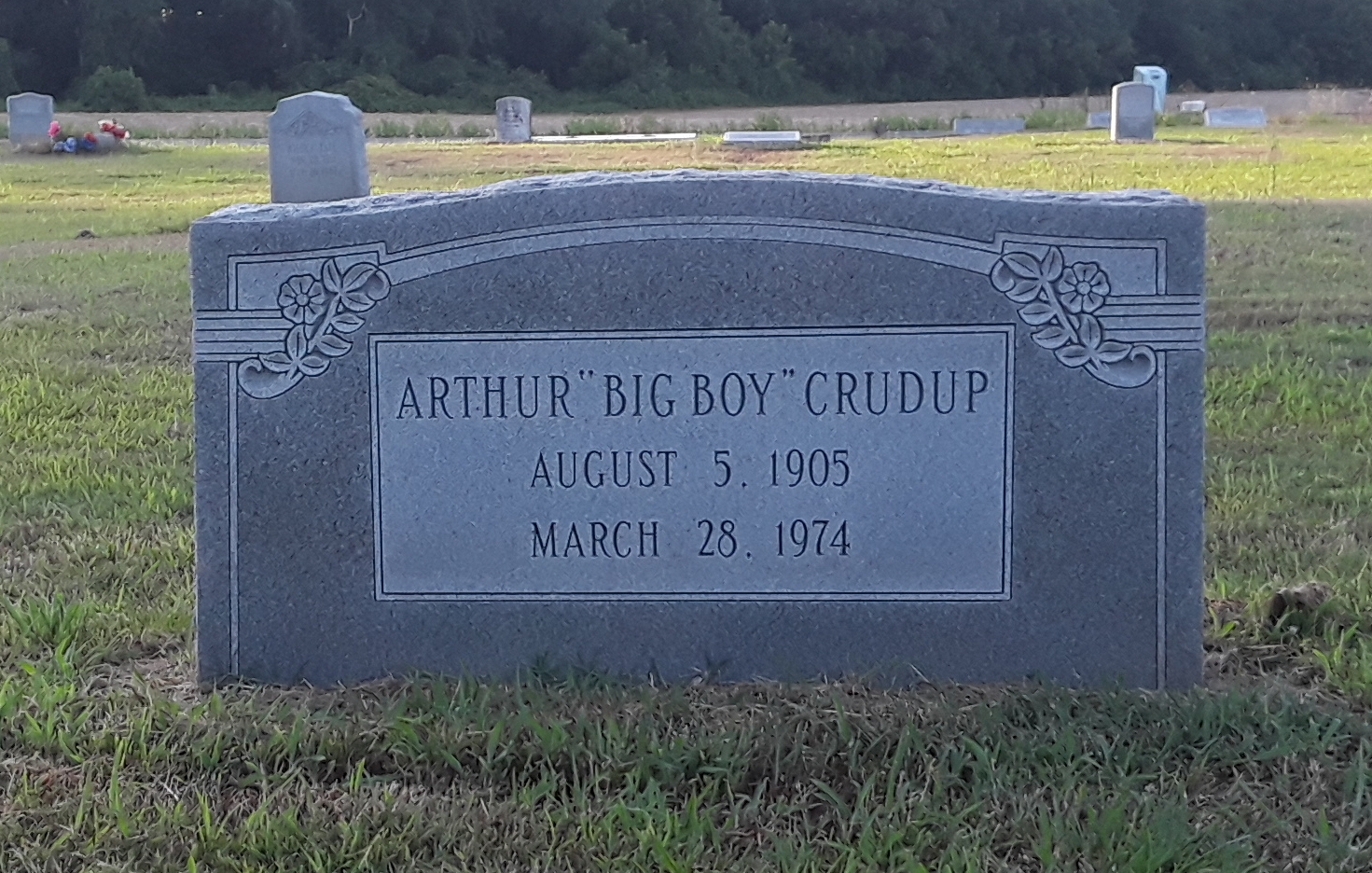
قبر كرودوب في فرانكتاون، فيرجينيا

توفي كرودوب في عام 1974، بعد أربع سنوات من آخر تسوية قانونية فاشلة بشأن إيرادات الملكية.  حدث خلط بشأن تاريخ وفاته لأنه استخدم عدة أسماء، بما في ذلك أسماء إخوته. توفي من مضاعفات أمراض القلب والسكري في مستشفى ناسوادوكس في مقاطعة نورثامبتون في فرجينيا، في 28 مارس 1974.

## الإرث
تم تكريم كرودوب بعلامة على درب مسيسيسيبي بلوز، ووضعت في مدينة فوريست. اعترف إلفيس بريسلي بإسهامات كرودوب لموسيقى الروك أند رول عندما قال: «إذا كان لدي أي طموح، فهو أن أكون مثل مهارة آرثر كرودوب».

## ألبومات
- Mean Ol' Frisco (فاير ريكوردز، 1962)
- Crudup's Mood (ديلمارك ريكوردز، 1969)
- Look on Yonder's Wall (ديلمارك، 1969)
- Roebuck Man (سيكويل ريكوردز، 1974)
- Sunny Road، مع جيمي دوكينز وويلي سميث (ديلمارك، 1969)
- Arthur "BigBoy" Crudup Meets the Master Blues Bassists، مع ويلي ديكسون ورانسوم نولينغ (دلمارك، 1994)
- كما أصدرت شركة آر سي أبه ألبوما تجميعيا له عام 1974 بعنوان The Father of Rock and Roll، وأصدرت عدة ألبومات تجميعية له بعد وفاته.

## وصلات خارجية
آرثر كرودوب على موقع IMDb (الإنجليزية)
- آرثر كرودوب على موقع الموسوعة البريطانية (الإنجليزية)
- آرثر كرودوب على موقع ميوزك برينز (الإنجليزية)
- آرثر كرودوب على موقع قاعدة بيانات برودواي على الإنترنت (الإنجليزية)
- آرثر كرودوب على موقع أول ميوزيك (الإنجليزية)
- آرثر كرودوب على موقع ديسكوغز (الإنجليزية)

- Biography of Arthur Crudup
- آرثر كرودوب على أول ميوزيك
- Arthur "Big Boy" Crudup التسجيلات من ديسكاغز.كوم
- Biography, links and song extracts
- Biographical data on Arthur Crudup
- Illustrated Arthur Crudup discography